# 湯姆森冰川
湯姆森冰川（英語：Thomson Glacier），是南極洲的冰川，位於埃爾斯沃思地的布萊恩海岸，全長15公里，流經里德貝格半島和維爾特半島，最終注入弗拉德雷爾灣，現時由南極條約體系管理。